# Colleen De Reuck
Colleen De Reuck (geborene: Colleen Stella Lindeque; * 13. April 1964 in Vryheid, Kwazulu-Natal) ist eine US-amerikanische Langstreckenläuferin südafrikanischer Herkunft.

## Werdegang
Colleen De Reuck trat bei den Olympischen Spielen 1992 in Barcelona für Südafrika im Marathon an und wurde Neunte. 1995 siegte sie beim Honolulu-Marathon und ein Jahr später beim Berlin-Marathon in ihrer persönlichen Bestzeit von 2:26:35 h. 1997, 1998 und 1999 konnte sie sich dreimal beim Boston-Marathon, zweimal beim Chicago-Marathon und einmal beim New-York-City-Marathon unter den besten Fünf platzieren.
Am 11. Dezember 2000 erhielt sie die Staatsbürgerschaft der USA. Bei den Crosslauf-Weltmeisterschaften 2002 wurde sie Dritte. Die US-Ausscheidung für den Marathon der Olympischen Spiele 2004 in Athen gewann sie in 2:28:24 h vor Deena Kastor, aber wie schon bei den Spielen 2000 in Sydney, als sie 31. wurde, war sie durch eine Fußverletzung gehandicapt und belegte nur den 39. Platz.
2005 wurde sie dann Vierte beim Chicago-Marathon in 2:28:40 h. Diese Zeit ist US-Rekord in der Masters-Kategorie (über 40 Jahre). Im selben Jahr siegte sie bei der US-Meisterschaft im 25-km-Straßenlauf mit dem Masters-Weltrekord von 1:25:15 h.
Sie lebt in Boulder (Colorado) mit ihrem Ehemann und Trainer Darren De Reuck und ihrer Tochter Tasmin.